# Eclettismo
Il termine eclettismo (dal greco eklektekós da ekleghein, scegliere, selezionare) indica, nell'ambito delle arti e delle scienze, l'atteggiamento di chi sceglie in diverse dottrine ciò che è affine e cerca di armonizzarlo in una nuova sintesi. Per gli oppositori dell'eclettismo questo metodo costituisce una acritica e incoerente mescolanza di elementi teorici di provenienza diversa e talvolta contraddittori che lo assimilano al sincretismo nel suo significato più negativo.

## Filosofia

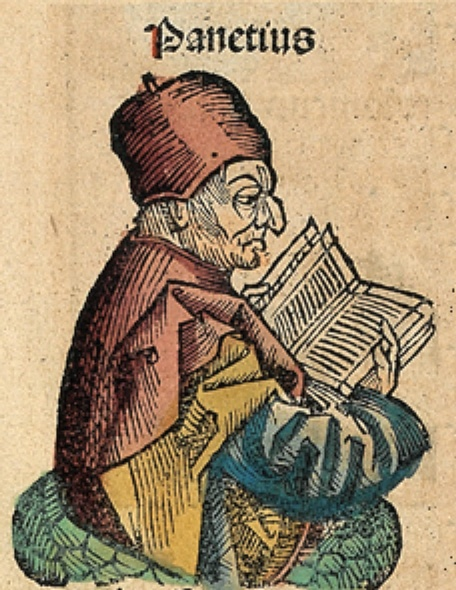
Panezio di Rodi, in un ritratto immaginario presente nelle Cronache di Norimberga.

L'eclettismo in filosofia indica un particolare indirizzo speculativo che diffusosi in età ellenistico-romana, riuniva in sé più dottrine di diverse scuole filosofiche.
Secondo la testimonianza di Diogene Laerzio (I.21), il primo filosofo a dichiararsi 'eclettico' ed a fondare una corrente con questo nome fu Potamone di Alessandria
Nelle scuole postaristoteliche dell'epicureismo, dello scetticismo di Filone di Larissa e del cosiddetto "stoicismo medio", rappresentato da Panezio e Posidonio, si può rintracciare una tendenza eclettica nella concezione comune, pur nella diversità delle dottrine, della felicità intesa come scopo della vita umana e concepita come assenza di passioni.
Comune agli eclettici del II secolo a.C. fu la tendenza a conciliare le filosofie di Platone e Aristotele riportando a semplici differenze terminologiche quelle che erano sostanziali diversità di pensiero.
Si deve alla scuola della Nuova Accademia platonica, fondata nell'88 a.C. da Filone di Larissa (159/158 a.C. – 84/83 a.C.) la diffusione dell'eclettismo anche nel mondo romano. Le lezioni di Filone che sosteneva la conciliabilità di diverse dottrine nel campo della morale e della politica furono seguite a Roma anche da Cicerone (106 a.C.–43 a.C.) che divenne il maggior rappresentante dell'eclettismo nel mondo romano.
Filone mette da parte l'assunto della scuola scettica di Carneade della sospensione dell'assenso nei giudizi conoscitivi e pur riconoscendo l'impossibilità di una conoscenza certa, tuttavia ritiene ecletticamente che sia possibile raggiungere un sapere stabile nel campo della morale. Altrettanto eclettica è la posizione filosofica di Panezio e Posidonio che sostituiscono alla rigorosa etica stoica il principio della "convenienza" come fondamento dell'azione morale.
Nel mondo romano Cicerone è il principale rappresentante di un pensiero eclettico basato sulla convinzione che la verità coincida con l'assenso universale e che vi sia un principio divino regolatore del cosmo inteso come un organismo vivente e razionale. Il saggio poi vive curando con una vita appartata il suo spirito che affida ad una provvidenza che interviene per il meglio. Principi questi che non valgono come dogmi ma che possono essere oggetto di persuasione tramite l'arte della discussione retorica. Un eclettismo quello di Cicerone tra scienza e retorica che fu modello per la formazione culturale del ceto amministrativo imperiale.
Giacomo Soleri ha scritto che fu lo spirito pratico romano che portò generalmente a un vago eclettismo e che Cicerone «si illuse di essere un filosofo, mentre non fu che un vanitoso divulgatore: pur compiendo, in un momento di inazione politica, utile opera di divulgazione e di conservazione di idee altrui». Tale giudizio si collega per altro verso al nome comune cicerone inteso come guida.

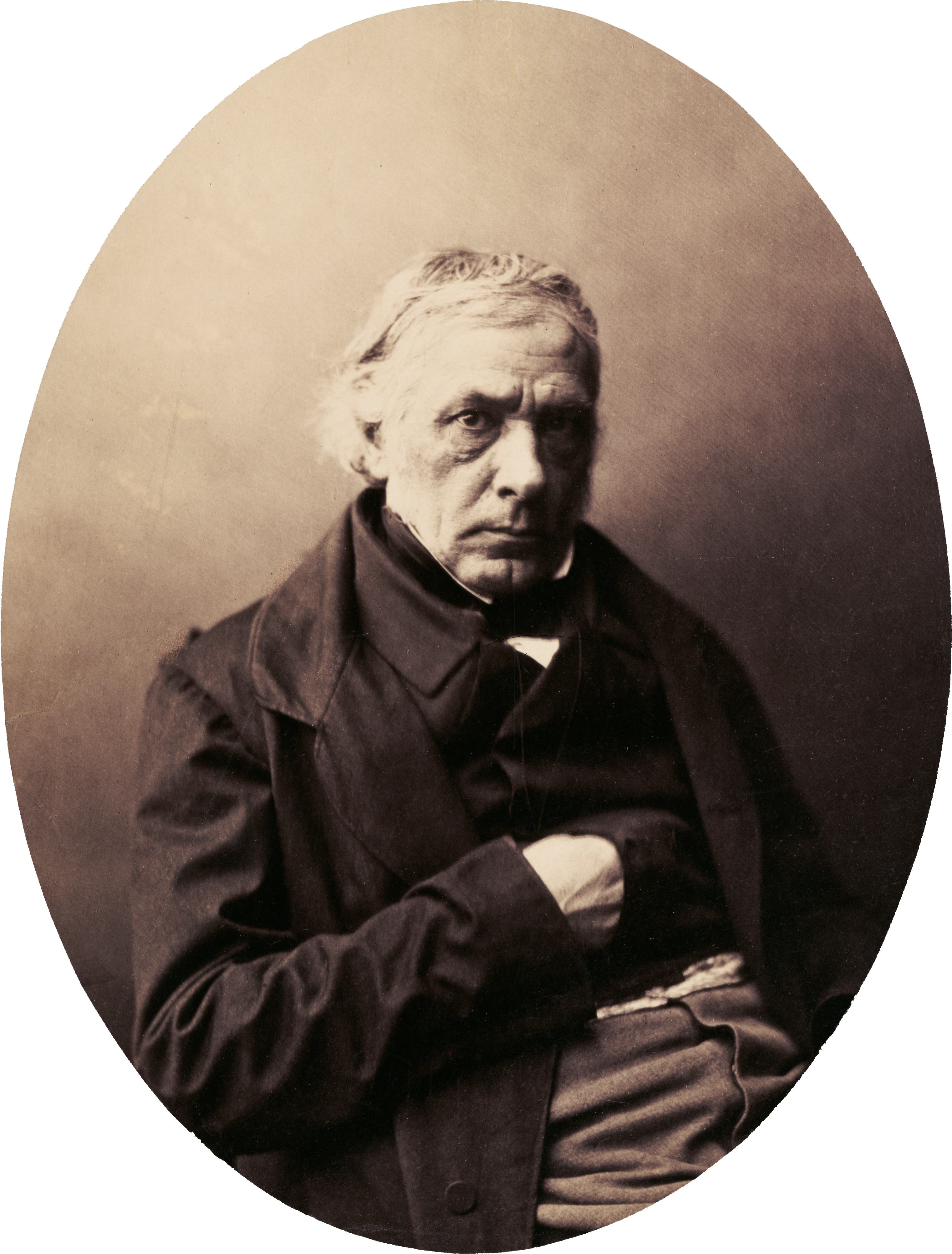
Victor Cousin, fotografato da Gustave Le Gray alla fine degli '50 del XIX secolo.

A dare una forma sistematica definitiva al metodo eclettico fu Diogene Laerzio (180–240) nelle Vite e dottrine dei filosofi illustri dove all'eclettismo delle fonti corrisponde il suo modo di scrivere ed esporre.
Nel XVIII secolo Diderot (1713–1784) nella voce "eclettismo" della Enciclopedia difende il metodo eclettico in filosofia opponendolo sia al dogmatismo e al settarismo filosofico che al sincretismo che si sforza di giustapporre confusamente sistemi filosofici contraddittori.
Il metodo eclettico viene sostenuto nello stesso periodo anche da Brucker (1696–1770) che nella sua Historia critica philosophiae «tesse[va] le lodi dell'eclettismo, presentando questo metodo come l'unico atto a recuperare nella storia gli apporti validi di filosofie antiche e moderne...».
L'eclettismo si ritrova in età romantica nel fondatore dello Spiritualismo, Cousin, e nei coevi filosofi tedeschi Johann A. Eberhard, Johann G. H. Feder, (1740-1821) e Christoph Meiners (1747-1810).
Cousin ritiene che tutta la filosofia possa ridursi a quattro sistemi fondamentali che si succedono ordinatamente nella storia: sensismo, idealismo, scetticismo, misticismo; ognuno di questi contiene una parte della verità che il filosofo eclettico deve conservare e completare.